# Adams Township (comté de Dallas, Iowa)
Pour les articles homonymes, voir Adams Township.
Adams Township est un township, du comté de Dallas en Iowa, aux États-Unis,.
Le township est nommé en l'honneur de Stephen Adams, qui a contribué à son organisation.

## Source de la traduction
- (en) Cet article est partiellement ou en totalité issu de l’article de Wikipédia en anglais intitulé « Adams Township, Dallas County, Iowa » (voir la liste des auteurs).